# امیر جنگ غزنوی
امیر جنگ غزنوی (بنگالی: আমীর জাং গজনবী؛ ۱۷ ژوئن ۱۹۳۳ – ۲۲ اوت ۱۹۹۵) بازیکن فوتبال اهل پاکستان بود.
وی همچنین در تیم‌های ملی فوتبال پاکستان بازی کرده است.